# Grupo de los Trece

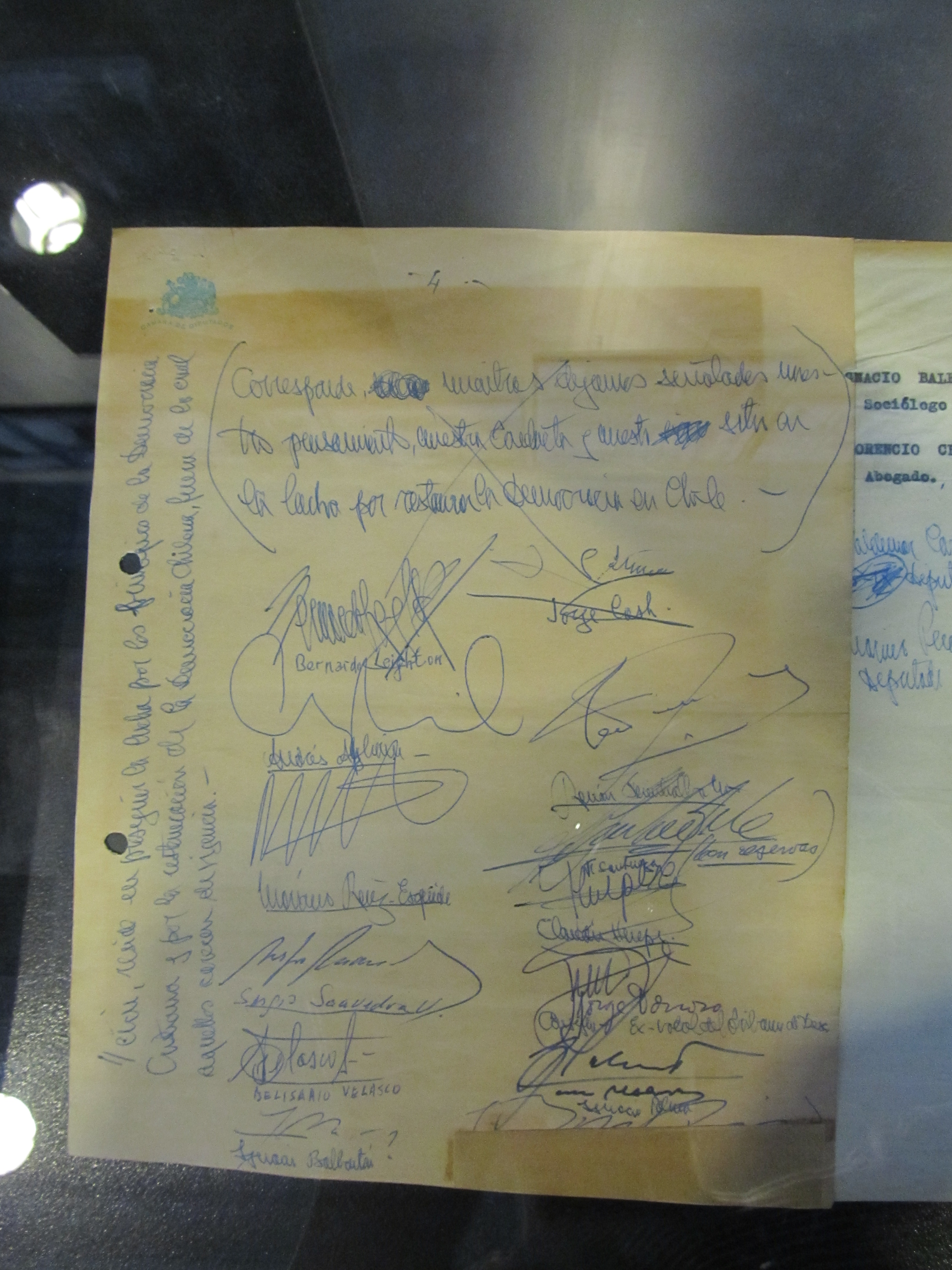
Original de la Declaración de los Trece, expuesta en el Museo de la Memoria y los Derechos Humanos.

Grupo de los Trece fue el apelativo con que se reconoció a los 13 militantes del Partido Demócrata Cristiano de Chile que el día 13 de septiembre de 1973, dos días después del Golpe de Estado de Chile de 1973 por el cual Salvador Allende fue derrocado, firmaron una declaración pública de rechazo al golpe de Estado.

## Contenido
La declaración estableció una clara distancia con la postura oficial de los dirigentes máximos del partido, encabezados por el expresidente Eduardo Frei Montalva y por el entonces senador Patricio Aylwin, quienes dieron inicialmente su apoyo explícito a la Junta Militar.

Condenamos categóricamente el derrocamiento del Presidente Constitucional de Chile, señor Salvador Allende, de cuyo Gobierno, por decisión de la voluntad popular y de nuestro partido, fuimos invariables opositores. Nos inclinamos respetuosos ante el sacrificio que él hizo de su vida en defensa de la Autoridad Constitucional.
13 de septiembre de 1973.

Los firmantes establecieron que la responsabilidad del golpe recaía tanto en el gobierno de la Unidad Popular como en la oposición, agrupada en la Confederación de la Democracia, y recalcaron el rol determinante de las posiciones más extremas, el «dogmatismo sectario» de la izquierda y el aprovechamiento de la derecha económica.

## Firmantes
1. Bernardo Leighton Guzmán (1909-1995), diputado, exministro, exvicepresidente de la República.
2. José Ignacio Palma (1910-1988), exdiputado, exministro, expresidente del Senado.
3. Renán Fuentealba Moena (1917-2021), senador, exdiputado, exdelegado de Chile a las Naciones Unidas.
4. Sergio Saavedra (1927-2022), diputado, exintendente de Santiago.
5. Claudio Huepe G. (1939-2009), diputado, exintendente de Arauco.
6. Andrés Aylwin Azócar (1925-2018), diputado.
7. Mariano Ruiz-Esquide (1930-2024), diputado.
8. Jorge Cash M. (1926-1994), profesor, periodista.
9. Jorge Donoso (1940), abogado, publicista.
10. Belisario Velasco (1936-2023), economista, exgerente de la Empresa de Comercio Agrícola.
11. Ignacio Balbontín (1940-2015), sociólogo, profesor universitario.
12. Florencio Ceballos (1939-2021), abogado, asesor sindical.
13. Fernando Sanhueza Herbage (1929-2001), arquitecto, expresidente de la Cámara de Diputados.

El documento también había sido firmado originalmente por José Piñera Carvallo, sin embargo al mediodía de la misma fecha pidió retirar su firma del documento, lo cual quedó solucionado mediante un trozo de papel que cubre la firma de Piñera en el extremo inferior derecho de la declaración.

## Reacciones
La declaración ha sido considerada históricamente como una posición no oficial del Partido Demócrata Cristiano ante el golpe, en contraste al apoyo que tanto Eduardo Frei Montalva como Patricio Aylwin dieron a los militares. Sin embargo, algunos dirigentes del partido han manifestado su intención de instalar a la declaración de los trece dirigentes como la postura oficial del PDC. Belisario Velasco, uno de los firmantes, se mostró contrario a lo anterior, porque:

La posición de la DC es la que tuvo. Tratar de hacer de ella la nuestra de los 13, la posición oficial, no corresponde. Las cosas son como fueron y no se pueden cambiar.
Belisario Velasco, 2013.

## Otros grupos similares
Hubo otros dirigentes menos conocidos que desde el mismo 11 de septiembre plantearon su rechazo al golpe militar, y que posteriormente difundieron una declaración del cardenal Raúl Silva Henríquez condenando la violación de los derechos humanos en ese mes de septiembre de 1973.[cita requerida]
En Conchalí, así como en otras comunas de Santiago de Chile, se hicieron reuniones para crear una organización de emergencia para reemplazar las que el gobierno cívico militar había prohibido, y así de manera algo descoordinada, Ricardo Hormazábal, Eugenio Pavlovic y Marco Sáez lograron organizar centros culturales en esa comuna. Esto giró en torno a dos organizaciones; CPJ y la organización Caritas del arzobispado de Santiago.[cita requerida]